# Szabadság (napilap, 1989–)
A Szabadság regionális újság, Kolozs, Szilágy, Fehér, Szeben és Beszterce-Naszód megye napilapja, egy civil szervezet, a Minerva Művelődési Egyesület tulajdona. Indulás: 1989. Székhely: Kolozsvár. Periodicitás: naponta (heti hat szám 8 oldalon, szombatonként 16 oldalas. Az 1990-es években főszerkesztője: Tibori Szabó Zoltán (1998-ig), főszerkesztő-helyettes: Balló Áron, 1998-tól 2006-ig főszerkesztő. Megjelentetik az interneten és nyomtatásban is terjesztik Kolozs, Szilágy, Fehér és Beszterce-Naszód megyében.
Jelenlegi főszerkesztő Újvári Ildikó, főszerkesztő-helyettes Kerekes Edit (2011). Tagja a Romániai Magyar Nyelvű Helyi és Regionális Lapkiadók Egyesületének. A szócikk végén a Szabadság elődlapjai is bemutatásra kerülnek.

## Működése 1989–2008 közt
Kolozsváron indult 1989. december 23-án mint „a demokratikus közvélemény napilapja”. 1994. január 4-től „kolozsvári közéleti napilap”, 2007. január 16-tól „erdélyi közéleti napilap” alcímmel jelent meg. Alapító-munkatársi gárdája a diktatúra bukásáig Kolozsváron megjelent Igazság belső munkatársainak egy csoportja, amelyhez december 22-én spontánul a város több ismert magyar értelmiségije csatlakozott.
Megbízott főszerkesztője 1989. december 30. – 1990. április 23. között Orbán Ferenc; főszerkesztők: Tibori Szabó Zoltán (1990. április 24. – 1997. március 15.), Szabó Piroska (1997. március 16. – 1998. március 30.), Balló Áron (1998. március 31. – 2006. július 7.), Kiss Olivér (2006. augusztus 17. – 2008. március 12.), majd Újvári Ildikó (2008. március 13-tól); megbízott főszerkesztő-helyettese 1989. december 30. – 1990. ápr. 23. között Pillich László; főszerkesztő-helyettesek: Székely Raymond (1990. április 24. – 1992. április 28.), Szabó Piroska (1992. április 29. – május 23.; 1998. március 31. – 1999. április 7.), Orbán Ferenc (1992. május 26. – 1995. április 8.), Balló Áron (1995. április 11. – 1998. március 30.), Makkay József (1999. április 8. – 2005. március 17.), majd Kerekes Edit (2005. március 18-tól); szerkesztőségi főtitkár: Pálfi Mircea (1995. április 28. – 1999. július 5.); rovatvezetők: politika – Szabó Piroska (1990. április 24. – 1992. április 28.; 1992. május 24. – 1997. március 15.), Balló Áron (1992. április 29. – május 23.), Nits Árpád (1997. március 17. – 1998. március 30.), Székely Kriszta (1998. március 31. – 2002. július 5.), Papp Annamária (2002. július 6. – 2005. március 17.), Borbély Tamás (2005. március 18. – 2006. augusztus 16.), Újvári Ildikó (2006. augusztus 17. – 2007. április 20.), majd Papp Annamária (2007. április 21-től); kultúra – Németh Júlia (1992. május 26. – 2005. március 17.), majd Köllő Katalin (2005. március 18-tól); helyi hírek – Németh Júlia (2003. november 5. – 2005. március 17.), Kiss Olivér (2005. március 18. – 2006. augusztus 16.), majd Balázs Bence (2006. augusztus 17-től); gazdaság – Papp Annamária (2003. november 5. – 2005. március 17.), Borbély Tamás (2005. március 18. –2006. augusztus 16.), Újvári Ildikó (2006. augusztus 17. – 2007. április 20.), majd Papp Annamária (2007. április 21-től); jog – Újvári Ildikó (2003. november 5. – 2007. április 20.); szociális kérdések – Újvári Ildikó (2006. augusztus 18. – 2007. április 20.); film – Balázs Bence (2006. augusztus 18-tól); karhatalmi erők – Balázs Bence (2006. augusztus 18-tól); sport – László Ferenc (1989. december 23. – 1992. május 25.), Turós-Jakab László (1992. május 26. – 1999. január 30.), majd Póka János András (1999. január 31-től; Balázs Bencével).
Belső munkatársai voltak az évek során: Bajka Pál, Balázs Bence, Balló Áron, Barta Éva, Bazsó Zsigmond, Borbély Tamás, Dézsi Ildikó, Dózsa Sándor, Ercsey-Ravasz Ferenc, Farkas Imola, Ferencz Zsolt, Forró Ágnes, Gál Mária, Gyurka Előd, Horváth Gyöngyvér, Jakab Judit, Józsa T. István, Kerekes Edit, Kiss Bence, Kiss János, Kiss Olivér, Köllő Katalin, Krajnik-Nagy Károly, Krizsán Zoltán, László Ferenc, Lokodi András, Makkay József, Miess Emma, Moscu Katalin, Nagy Károly, Nagy-Hintós Diana, Nánó Csaba, Nits Árpád, Okos György, Orbán Ferenc, Ördög Béla, Ördög Imre Béla, Papp Annamária, Pálfi Mircea, Pillich Katalin, Pillich László, Póka János András, Rohonyi Demkó Iván, Salamon Márton László, Sándor Boglárka Ágnes, Szabó Csaba, Szabó Piroska, Székely Kriszta, Székely Raymond, Tibori Szabó Zoltán, Turós-Jakab László, Újvári Ildikó, Újvári Tünde, Y. Szabó Gyula, Valkai Krisztina, Weiss Erika.
Vidéki tudósítók: Bakó Botond, Baksai Károly, Bekő N. Ildikó, Dvorácsek Ágoston, Gáspár Attila, Józsa László, Józsa Miklós, Ladányi Emese Kinga, Lukács Éva, Majla Júlia, Mezei Sándor, Péntek Attila, Péntek László, Schmidt Jenő, Székely Csaba (Erkedi Csaba), Tóthfalussy Béla.
Külső munkatársként hosszabb-rövidebb ideig állandó rovatot tartottak (vagy tartanak) fent a lapban Bálint Tibor, Buchwald Péter, Cs. Gyimesi Éva, Csákány Béla, Cserés Ferenc, Demény Péter, Egyed Ákos, Fodor Sándor, Kántor Lajos, Kozma Dezső, László V. Ferenc, Marton Lili, Méray Tibor, Murádin László, Pomogáts Béla és mások.
Kiadója a Szabadság Kft., kiadótulajdonosa a Minerva Kulturális Egyesület.
1990. március 17-étől külön sorszámozással (eleinte hetenként, majd alkalmilag) mint önálló lapmellékletet kiadja az Erdélyi Híradót, az RMDSZ kolozsvári „országos fórumá”-t, majd a „Kolozs megyei szervezetének kiadványá”-t (főszerkesztője Molnos Lajos).
1990. október 12-től belső mellékleteként jelenik meg, szintén önálló sorszámozással a Campus, a Kolozsvári Magyar Diákszövetség lapja (munkatársai időrendi sorrendben: Horváth István, Magyari Tivadar, Balló Áron, Horváth Anikó, Ketesdy Beáta, Kiss Olivér, Könczey Elemér, Vass Enikő, Gyenge Zsolt, Sipos Géza, Zsugán Gyula, Szakács Zsuzsanna, Albert István, Rácz Éva, Gáspár Miklós, Sándor Boglárka, Jánosi Andrea, Balázsi-Pál Előd, Bóné Ferenc, Orbán R. Katalin, Póka János András, Borbély Tamás, Jakab-Benke Nándor, Kónya Klára, Máté Erzsébet, Lőrincz Edina, Barabási Enikő, Batizán Emese Emőke, Sólyom István, Takács Enikő, Enyedi Sarolta, Kiss Bence, Száfta Szende, Virginás Imola, Fodor Tekla, Tötszegi Orsolya, Ciupe-Osváth Diána, Csoma Emőke, Fancsali János, Románszki Zsuzsa); szilveszteri különszámai Krampusz, illetve Kampec címen jelentek meg.
A Szabadság 1994. december 24-én indított Tetőn c. irodalmi mellékletét Lászlóffy Csaba kezdte szerkeszteni.
1996-tól jelent meg a lap belső mellékleteként a Bonifácz, a „tizenévesek Szabadsága”; szerkesztői: Szabó Csaba, Dézsi Ildikó (2005 júniusától); munkatársai: Sipos Géza, Horváth István Róbert, Erchedi Melinda, Vincze Kata Zsófia, Balázs Bence, Máthé Adél, Dósa Gerő, Szováti Klári, Vincze Erika, Szőcs Andrea-Enikő, Majláth Orsolya, Bódi Tamás, Balla Réka.
1996. június 27-én önálló számozással indult a Szabadság és az Erdélyi Üzletkötő Központ közös kiadványa, az Erdélyi Üzleti Szemle, amelynek kiadása azonban később elmaradt.
Táltos c. kéthetente megjelenő, önálló számozású melléklete, „közoktatási fórum” alcímmel, 1999. szeptember 20-án indult, de 2000-ben megszűnt (szerk. Szabó Csaba).
Az Indexszel és az Erdélyi Magyar Műszaki Tudományos Társasággal (EMT) közösen jegyzett Digitália c. számítástechnikai melléklet 1999. május 24. – 2000. április 17. között jelent meg (2000. május 8-tól 2001. március 5-ig internet és kommunikáció online címmel folytatódott; szerk. Kelemen Attila, Gyöngyi Annamária); az EMT és a Szabadság közös, önálló számozású számítástechnikai (utóbb számítástechnikai és távközlési) melléklete Interaktív címmel 2000. május 15-től jelent meg (szerk. Égly János és Kiss Olivér, 2004-től Kiss Olivér).
2005. október 13-án indult, Balázs Bence szerkesztésében, önálló számozással a Motorház című melléklet.
2005. november 3-tól önálló sorszámozással, Decibel címmel jelent meg a könnyűzenei melléklet (szerk. Zilahi Csaba, Kiss Bence, Bende Attila). A kéthetenkénti mellékletet utóbb Zilahi Csaba és Bende Attila felváltva szerkesztette.
2008. november 28-tól külön sorszámozással, Erdély címmel indult az Erdélyi Kárpát-egyesület – Kolozsvár 1891 értesítője. Az 1892-ben alapított „turistasági, fürdőügyi és néprajzi” folyóirat utóda havonta lát napvilágot (szerk. Tóthpál Tamás, Kovács Zsuzsa, Lőrinczi István; főmunkatárs Ajtay Ferenc).
Tartalmi szempontból a Szabadság az évek során igyekezett megfelelni olvasói elvárásainak. A politikai, a gazdasági, a társadalmi és a kulturális élet hírei mellett számtalan beszámoló, tudósítás és interjú látott napvilágot a kisebbségi sors megannyi aspektusáról, az erdélyi magyar jogkövetelésekről, a magyar–román, illetve a magyar–magyar viszonyról.
Rendszeresen beszámolt a magyar közösség politikai-érdekvédelmi helyzetének alakulásáról, politikai alkuk nyomán törvénybe foglalt vagy elutasított jogokról, a magyar egyházak, művelődési, tudományos és művészeti intézmények és műhelyek munkájáról, eredményéről. Részletesen foglalkozott a közösség történelmével, hagyományaival, a kultúra, a nyelv- és a hagyományőrzés kérdéseivel. Ráirányította a figyelmet a közösséget vagy tagjait ért támadásokra, és exponálta a hatalmi jogtiprásokat. A sérelmek bemutatásával párhuzamosan a közösség sikereit is ismertette. „Találkoztam sikeres erdélyi magyarokkal” című sorozatában bemutatta a közösségnek azokat az erdélyi magyarokat, akik szakterületükön vagy pedig vállalkozásaik révén kiemelkedő eredményeket értek el.
A Szabadság a múlttal történő őszinte szembenézést, az erdélyi magyar történelem pozitív és negatív példáinak pontos ismertetését kezdettől fogva a legkomolyabban szorgalmazta. Már 1994-ben felvetette az 1956-os magyar forradalom idején és után Erdélyben történtek feltárásának szükségességét, és ugyanabban az évben megkezdte az 1949 tavaszán kényszerlakhelyre telepített erdélyi földbirtokosok sorsának feltérképezését. Később a második világháborút követően hadifogságban sínylődő erdélyi magyarok tucatjait szólaltatta meg. Tisztázta az 1848/1849-es forradalom és szabadságharc erdélyi vonatkozásait, levonta az első és a második világháború tanulságait, bemutatta a két világháború közötti közösségépítési próbálkozásokat, és dokumentált módon ismertette a magyarországi, a romániai és különösképpen az észak-erdélyi holokauszt történetét, lebontva azokat a mítoszokat, amelyek erről korábban egyik vagy másik oldalon születtek. Eközben olyan erdélyi reálpolitikusok példáját mutatta fel, mint Teleki Béla, Vita Sándor, László Dezső és mások, akik nehéz időkben töltöttek be kulcsfontosságú pozíciókat.
A lap a román belpolitika, a romániai magyar politika és a nemzetközi politika hírei mellett az évek során egyre tágabb teret biztosított a helyi magyar közösségek mindennapi problémáinak, amelyeket esetenként tudósításaiban és riportjaiban részletesen is bemutatott olvasóinak. Tényfeltáró írásokban, interjúkban és riportokban mutatott rá azokra a rendellenességekre, amelyek állami, közösségi vagy magánintézményekben jelentkeztek és közösségi érdekeket sértettek. Exponálta a korrupciót, a szemforgatást, a közösség félrevezetésére tett próbálkozásokat.
Ugyanakkor tág teret biztosított az erdélyi magyar – és ezen belül a kolozsvári – színházi, zenei, képzőművészeti és tudományos élet bemutatásának, és e célból állandó rovatokat és oldalakat tartott fent. Konferenciákról, könyvbemutatókról és sok más rendezvényről szintén rendszeresen beszámolt.
Fontos teret foglalt el a lapban a sport, amelynek eseményeiről napról napra pontosan tudósított. A belső és külső munkatársak a Világjáró oldal hasábjain rendszeresen beszámoltak külföldi útjaikon szerzett tapasztalataikról, élményeikről.
Rendszeres tematikus oldalai (zárójelben a szerkesztő(k) neve): Állatbarát (Farkas Imola, Nagy-Hintós Diana), Egészségügy (Farkas Imola, Dézsi Ildikó), EU–Világ (Kerekes Edit), Életmód (Farkas Imola, Dézsi Ildikó), Gazdaság (Ördög Imre Béla, Tibori Szabó Zoltán), Helytörténet (Asztalos Lajos), Hitélet (Ercsey-Ravasz Ferenc, Kerekes Edit), Játszótér (Ördög Imre Béla), Jogrend (Újvári Ildikó), Levélbontó (Újvári Ildikó), Múltidéző (Papp Annamária), Művelődés (Németh Júlia, Köllő Katalin), Opera (Nagy-Hintós Diana, Köllő Katalin), Panoráma (Dézsi Ildikó), Spektákulum (Székely Kriszta, Köllő Katalin), Totyogó (Kerekes Edit, Székely Kriszta, Sándor Boglárka Ágnes), Tudomány (Ördög Imre Béla). A Kolozs megyén kívüli (Beszterce-Naszód, Fehér, Szeben, Szilágy megyei) magyar közösségek életéről szóló hírek és tudósítások Szabó Csaba, Dézsi Ildikó, Sándor Boglárka Ágnes szerkesztésében kerültek közlésre.
A laptestben 1995. december 6-tól elkülönítve jelentek meg a szerzők saját álláspontját tükröző vezércikkek, publicisztikák és jegyzetek. A Vélemény című oldalon közölt írásokra érkezett vitacikkeket ugyanezen az oldalon adta közre. A megfogalmazott véleményeknek csak szélsőséges nézetek vagy pedig rágalom esetén nem adott teret, emiatt a jobboldalról túlzottan liberálisnak vagy pedig baloldalinak, a balról vagy szabadelvű irányból pedig jobboldalinak vagy nacionalistának minősítették.
A Szabadság 1990-ben Kobak-törő címmel rejtvényfüzetet adott ki Dózsa Sándor, 1992-ben pedig a Vicc Revü című humoros kiadványt (két számot ért meg), Y. Szabó Gyula szerkesztésében. Szintén 1992-ben jelent meg az Orbán Ferenc által szerkesztett Csillagszóró című karácsonyi kiadvány. A Szabadság 1995-ben olcsó angol–magyar szótárt adott ki iskolásoknak (Pál Zoltán: The Learner’s Basic English-Hungarian Dictionary. Angol–magyar alapszótár. Kolozsvár, 1995). 2000-től (a 2005–2007. évek kivételével) kiadásában jelent meg a Szabadság Évkönyv, szerkesztője 2000–2004 között Ördög I. Béla, aki a 2008-as és a 2009-es évkönyvet Balázs Bencével együtt szerkesztette. A Szabadság kiadásában jelent meg 1991-ben Kiss János Omló falak című naplókötete, illetve Márton Pál szerzői álnéven Páll Árpád és Márton János Mosolygó Thália. Pillanatképek erdélyi színházakból c. kötete.
A Szabadság élen járt az erdélyi sajtó modernizációjában. 1993. december végén felmondta szerződését a kolozsvári Ardealul állami nyomdával, ahol a lap addig ólomszedéssel készült, és 1994 januárjától a szintén kolozsvári Garamond Nyomda Kft. üzemében – első napilapként Romániában – rotációs ofszetgépen kezdték nyomtatni az újságot, ami jelentős minőségi javulással járt, és az oldalszámot napi nyolcra növelte. Az áttérést a Szabadság által 1992 februárjában beszerzett – magyar, román és német karaktereket egyaránt generáló – Textline 5 elnevezésű, amerikai–német koncepciójú számítógépes tördelőprogram biztosította, amelyet a fejlesztők kimondottan a Szabadság számára készítettek. Ezt a rendszert a szerkesztőség vezetése 1997 novemberében a BNW Systems Kft. imPRESSion programjára cserélte.
A Szabadság az első napilap volt Romániában, amely 1994. április 2-án színes (polikróm) képet közölt, 1995. április 1-jén pedig más-más színű papíron jelent meg a lap mutált változata, Szabad Ág fejléccel. 1995 januárjától a szombati lapszám 16 oldalas lett, 1996 januárjától pedig az addig hetente ötször megjelenő újság hétfőn is jelentkezett, és beindította a heti televízió- és rádió-műsormellékletét, amely évek óta csütörtökön kerül az olvasó asztalára (szerk. Póka János András). Azóta a terjedelembővítés folyamatos, 2009-ben a Szabadság hétfőn 8, kedden és pénteken 12, szerdán, csütörtökön és szombaton pedig 16 oldalon lát napvilágot (az elmúlt években több alkalommal 24 oldalon jelent meg), s ezek közül – a reklámmegrendelések függvényében – számtalan polikróm lapszám készül. 1999 májusában új rovatokkal jelentkezett, 2007. január 16-tól pedig új tördeléssel jelenik meg; az új arculatot Székely Kriszta és Könczey Elemér dolgozta ki.
Tibori Szabó Zoltán főszerkesztő és Hámos László, a New York-i székhelyű Magyar Emberjogi Alapítvány (Hungarian Human Rights Foundation – HHRF) elnöke közötti megegyezés nyomán a Szabadság 1995. március 15-től Románia és Magyarország valamennyi napilapja közül elsőként tartalmát a világhálóra is feltöltötte. Internetes honlapját a HHFR saját szerverén tárolta; világhálós változatának szerkesztője kezdettől fogva Schwartz Róbert. Kiss Olivér főszerkesztő irányításával 2007. november 5-én indult a Szabadság internetes hírportálja (www.szabadsag.ro), amely a nyomtatott tartalomtól eltérő, kizárólag világhálóra gyártott szöveget (gyorshírek, tudósítások, színes anyagok stb.) is közread. A Szabadság Kiss Olivér által szerkesztett internetes felületrendszere 2008-tól külön fotó- és videotartalmat is kínál a hírportál látogatóinak.
A Szabadság felkérésére a Babeș–Bolyai Tudományegyetem magyar szociológusai négyévenként (1996, 2000, 2004, 2008) készítettek felmérést a lap olvasótáborának összetételéről, annak olvasási szokásairól és igényeiről.
A Szabadság 2002 augusztusában kérelmezte felvételét, és 2003. február óta tagja az Európai Kisebbségi és Regionális Nyelvű Napilapok Szövetségének (MIDAS), amely 2007. május 3–6. között Kolozsváron tartotta meg éves konferenciáját és közgyűlését. Házigazdai minőségében május 4-én és 5-én magyar–román–angol nyelvű lapszámokban ismertette az erdélyi magyarság helyzetét, külön kiemelve a közösség politikai, oktatási, egyházi, tulajdonrestitúciós, művelődési és hagyományőrzési gondjait. A rendezvény díszvendége Habsburg Ottó volt, aki a MIDAS egyik fő támogatója. A szervezet különdíjjal ismerte el a 2006. július 7-én tragikus körülmények között elhunyt Balló Áron főszerkesztő munkásságát, és bejelentette, hogy emlékére egyszeri ösztöndíjat alapít, amelyet 2008-ban Balázs Bence nyert el.
A lapnál dolgozó újságírók képzése szinte kezdettől fogva folyamatos volt. 1991-től a Szabadság számos alkalmazottja végezte munkájával párhuzamosan egyetemi, mesteri vagy doktori tanulmányait, járt tanulmányúton Magyarországon, Nyugat-Európában és az Amerikai Egyesült Államokban és vett részt Romániában vagy a térségbeli országokban nyugati szakemberek és alapítványok által rendezett szakmai konferenciákon, továbbképzéseken. A lap szerkesztőségében kezdettől fogva otthonra találtak a BBTE magyar újságíró szakos diákjainak generációi, amelyek tagjai közül első írásaikat sokan a Szabadságban közölték.
A lap minden év végén, munkatársainak szavazata alapján, Penna-díjjal jutalmazza a legjobb teljesítményt nyújtó újságíróit. Díjazottak: Tibori Szabó Zoltán (1989), Orbán Ferenc (1990), Németh Júlia (1991), Szabó Piroska – Orbán Ferenc (1992), Krajnik-Nagy Károly (1993), Székely Kriszta (1994), Pálfi Mircea (1995), Nits Árpád (1996), Makkay József (1997), Turós-Jakab László (1998), Papp Annamária (1999), Szabó Csaba (2000), Ördög I. Béla (2001), Barta Éva (2002), Kerekes Edit (2003), Köllő Katalin (2004), Borbély Tamás (2005), Ercsey-Ravasz Ferenc (2006), Balázs Bence (2007), Nagy-Hintós Diana (2008).

## Publicistáiból
- Somogyi Botond
- Szabó Zsigmond
- Széman Péter
- Szikszai Mária
- Szilágyi István
- Újvári Ferenc
- Versánszky Ernő